# 赛尔号大电影3：战神联盟
《赛尔号大电影3：战神联盟》，是由上海淘米网络科技有限公司运营的的儿童虚拟社区《赛尔号》改编的第三部同名动画电影，在2013年7月12日在中国大陆公映。台灣於2014年5月1日由台灣淘米及天馬行空數位發行上映，此电影由抽签决定引进台湾。

## 剧情
宇宙海盗潜入纳斯星上的阿吉亚部落，并对该部落世世代代守护的神树进行攻击。赛尔号先锋小队成员赛小息等途经此地，立刻加入了这场战斗并制服了精灵。可这只精灵竟是消亡了几万年的远古精灵邪神，整个宇宙将会因此受严重威胁。

## 票房
自上映以来，《赛尔号大电影3：战神联盟》在5日内票房破4000万元人民币，已经超过赛尔号同品牌系列电影最高票房记录。

## 争议
由于《赛尔号大电影3：战神联盟》采用3D技术制作，电影中的部分精灵形象需要由原来的三头身改成正常比例。新形象公布后，遭到激烈反对。因此，淘米视频发表《致所有米饭的一封信》征集意见，表示若反对意见超过500条即拜访电影导演。后又因超过一千条反对意见，发布电影导演专访，列出设计成正常比例形象的三点理由：
|  | 1. 真正的英雄都是这样的身材； 2. 三头身无法完成激烈战斗； 3. 3D有着2D无法达到的效果。 |

专访发布后，淘米视频对精灵新形象的看法发布了一项调查：虽然仍有一万多人反对新形象，但也有一万多人支持，有二万多人认为形象无所谓。